# Jean Daetwyler
Jean Hans August Daetwyler (født 24. januar 1907 i Basel, død 4. juni 1994 i Sierre, Schweiz) var en schweizisk komponist og dirigent.
Daetwyler studerede komposition og direktion hos Vincent d'Indy på musikkonservatoriet i Paris og på Scholar Cantorum hos Charles Koechlin.
Han har skrevet 4 symfonier, koncerter for mange instrumenter, orkesterværker, en sinfonietta etc. Daetwyler skrev i romantisk stil med inspiration fra schweizisk folklore og instrumenter såsom Alpehorn.

## Udvalgte værker
- "Alpe" Symfoni (nr. 1) - (1939-1965) - for alpehorn og orkester
- "Ski" Symfoni (nr. 2) - (1945) - for orkester
- "Frihedens" Symfoni (nr. 3) - (1958) - for orkester
- "Dialog" Symfoni (nr. 4) - (1960) - for kor og orkester
- Alpehornskoncert (1983) - for alpehorn og orkester
- Koncert (1979) - for alt og orkester